# Julian Brooke-Houghton
Julian Brooke-Houghton (* 16. Dezember 1946) ist ein ehemaliger britischer Segler.

## Erfolge
Julian Brooke-Houghton nahm an den Olympischen Spielen 1976 in Montreal in der Bootsklasse Flying Dutchman teil. Gemeinsam mit Rodney Pattisson belegte er den zweiten Platz hinter dem deutschen Brüderpaar Eckart und Jörg Diesch und hielt die Brasilianer Reinaldo Conrad und Peter Ficker dank 51,7 Gesamtpunkten knapp mit 0,4 Punkten Vorsprung auf Distanz. Bereits 1971 hatte Brooke-Houghton mit Pattisson in La Rochelle den Titel bei den Weltmeisterschaften gewonnen.